# SM UB-59
SM UB-59 – niemiecki okręt podwodny z okresu I wojny światowej, jedna z 96 zbudowanych jednostek typu UB III.
Okręt miał wyporność 516 ton w położeniu nawodnym i 646 ton pod wodą, a jego główną bronią było 10 torped o kalibrze 500 mm wystrzeliwanych z pięciu wyrzutni. Napędzana silnikami wysokoprężnymi i elektrycznymi jednostka rozwijała prędkość 13,4 węzła na powierzchni i 7,8 węzła w zanurzeniu, osiągając zasięg nawodny wynoszący 9020 Mm przy prędkości 6 węzłów (i 55 Mm przy prędkości 4 węzłów pod wodą).
UB-59 został zwodowany 21 lipca 1917 roku w stoczni AG Weser w Bremie, a do służby w Kaiserliche Marine wcielono go 25 sierpnia 1917 roku. W czasie służby operacyjnej we Flotylli Flandria odbył pięć patroli bojowych, podczas których zatopił siedem statków o łącznej pojemności 8361 BRT i uszkodził dwa o łącznej pojemności 12 413 BRT. SM UB-59 został samozatopiony 5 października 1918 roku nieopodal Zeebrugge podczas niemieckiej ewakuacji z Belgii.

## Projekt i budowa
Wydane w kwietniu 1915 roku przez Inspektorat U-Bootów memorandum wzywało kierownictwo Cesarskiej Marynarki Wojennej do zaprojektowania i budowy uproszczonego typu okrętu podwodnego, który miał zostać wykorzystany w działaniach blokadowych Wielkiej Brytanii. Budowa dużych, oceanicznych okrętów podwodnych trwała zbyt wiele czasu, podobnie jak produkcja używanych do ich napędu silników wysokoprężnych o dużej mocy. Konsekwencją był duży niedobór jednostek tej klasy w niemieckiej flocie. Wznowienie na początku 1916 roku nieograniczonej wojny podwodnej sprawiło, że konieczne stało się opracowanie średniej wielkości okrętu podwodnego uzbrojonego w torpedy, który można było szybko zbudować. Przybrzeżne okręty typu UB II były zbyt słabo uzbrojone i miały niewystarczający zasięg, przez co ich użycie ograniczone było przeważnie do wód Morza Północnego i kanału La Manche, natomiast nowo projektowane torpedowe okręty podwodne musiały być zdolne do operowania wokół Wysp Brytyjskich i na Morzu Śródziemnym. Zrezygnowano z wcześniejszego schematu prostych jednostek jednokadłubowych z zewnętrznymi zbiornikami balastowymi na rzecz konstrukcji dwukadłubowej.
Projekt nowego okrętu podwodnego średniej wielkości oparto na konstrukcji udanych podwodnych stawiaczy min typu UC II. Dziobowej części okrętu nadano nowy profil, a szyby minowe zastąpiono przedziałem torpedowym z czterema wewnętrznymi wyrzutniami torped; powiększono również wyposażony w dwa peryskopy kiosk. Znacznie zwiększono moc silników spalinowych i elektrycznych, jak i pojemność zbiorników paliwa, jednak odbyło się to kosztem zmniejszenia o 40% wielkości baterii akumulatorów i o blisko 30% ich pojemności w stosunku do SM U-16, przez co spadła prędkość podwodna i zasięg. Okręty charakteryzowały się doskonałą manewrowością i krótkim czasem zanurzania, wynoszącym 30 sekund. Budowa okrętów o nadanym przez Inspektorat U-Bootów numerze projektu 44, zwanych później typem UB III, miała rozpocząć się po zrealizowaniu przez stocznie kontraktów na budowę jednostek typu UB II i UC II, czyli najwcześniej wiosną 1917 roku.
SM UB-59 zamówiony został 20 maja 1916 roku jako jednostka z liczącej 24 jednostki I serii okrętów typu UB III . Powstał w stoczni AG Weser w Bremie jako jeden z 36 okrętów typu UB III zbudowanych w tej wytwórni . UB-59 otrzymał numer stoczniowy 271 (Werk 271)  . Stępkę okrętu położono 13 września 1916 roku , a zwodowany został 21 lipca 1917 roku. W trakcie budowy (od 6 czerwca do 1 lipca 1917 roku) dowództwo okrętu sprawował por. mar. (niem. Oberleutnant zur See) Peter Ernst Eiffe .

## Dane taktyczno-techniczne

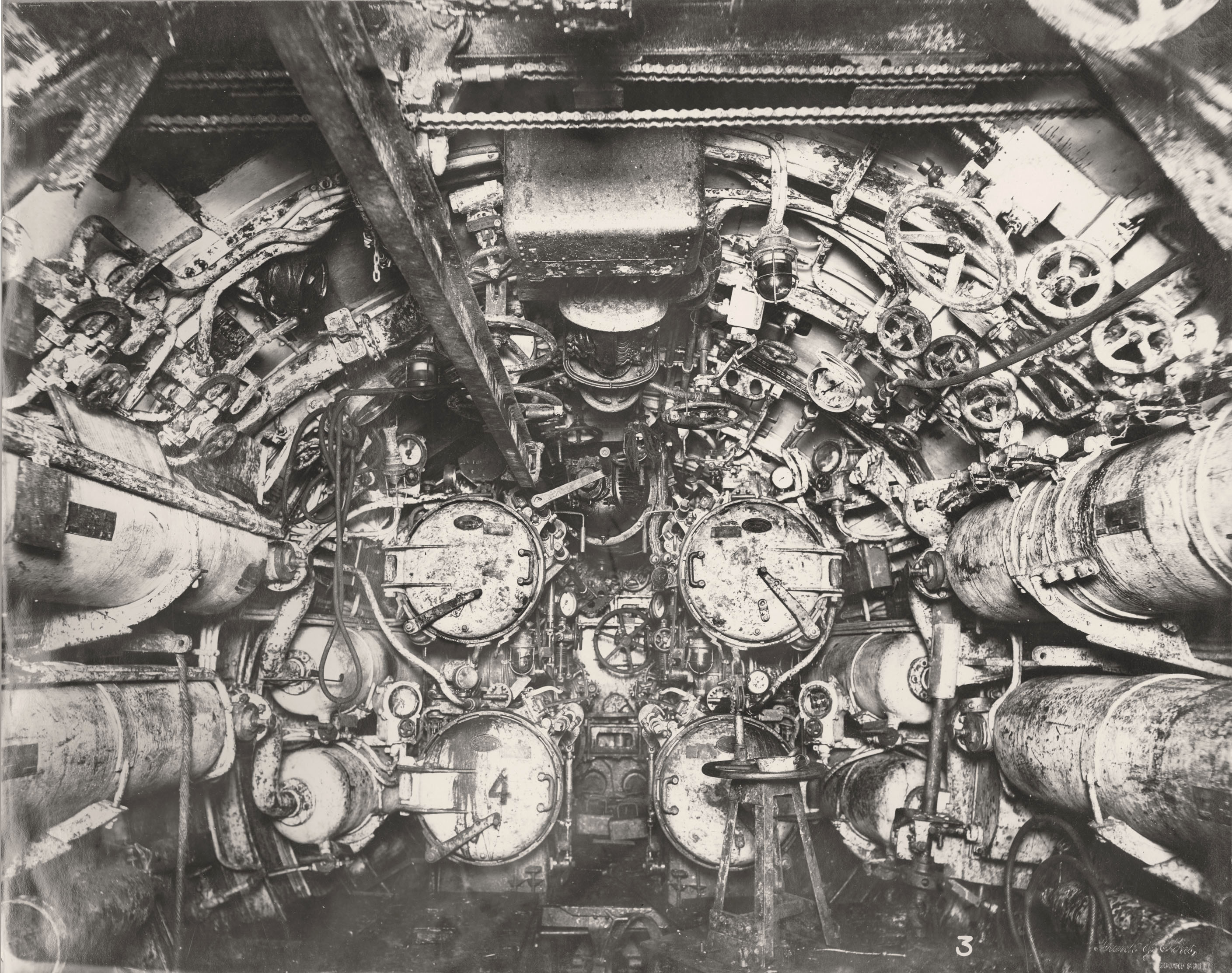
Wnętrze przedziału torpedowego siostrzanego okrętu SM UB-110

SM UB-59 był średniej wielkości okrętem podwodnym o konstrukcji dwukadłubowej. Długość całkowita wynosiła 55,85 metra, szerokość 5,8 metra i zanurzenie 3,72 metra. Kadłub sztywny miał 40,1 metra długości i 3,9 metra szerokości . Podzielony był grodziami na następujące przedziały (od dziobu): przedział torpedowy, pomieszczenia załogi, centrala, pomieszczenia załogi, przedział silników spalinowych, przedział silników elektrycznych oraz rufowy przedział torpedowy. Wysokość (od stępki do szczytu kiosku) wynosiła 8,25 metra . Dziób jednostki przystosowany był do przecinania sieci przeciwpodwodnych. Wyporność w położeniu nawodnym wynosiła 516 ton, a w zanurzeniu 646 ton.
Okręt napędzany był na powierzchni przez dwa 6-cylindrowe, czterosuwowe silniki wysokoprężne Körting o łącznej mocy 780 kW (1060 KM) przy 450 obr./min, zaś pod wodą poruszał się dzięki dwóm silnikom elektrycznym SSW o łącznej mocy 580 kW (788 KM) przy 362 obr./min. Dwa wały napędowe obracały dwie śruby o średnicy 1,4 metra każda. Jednostka wyposażona była w dwa stery kierunku i dwa podwójne stery głębokości. Okręt osiągał prędkość 13,4 węzła na powierzchni i 7,8 węzła w zanurzeniu. Zasięg wynosił 9020 Mm przy prędkości 6 węzłów w położeniu nawodnym oraz 55 Mm przy prędkości 4 węzłów pod wodą. Zbiorniki mieściły 75 ton paliwa , a energia elektryczna magazynowana była w dwóch bateriach akumulatorów po 62 ogniwa, zlokalizowanych pod przednim i tylnym pomieszczeniem mieszkalnym załogi. Dopuszczalna głębokość zanurzenia wynosiła 50 metrów , zaś czas wykonania manewru zanurzenia 30 sekund.
Głównym uzbrojeniem okrętu było pięć wewnętrznych wyrzutni torped kalibru 500 mm: cztery dziobowe i jedna na rufie, z łącznym zapasem 10 torped. Broń artyleryjską stanowiło umieszczone przed kioskiem działo pokładowe kalibru 8,8 cm TK C/08 L/30, z zapasem amunicji wynoszącym od 160 do 296 naboi . Okręt wyposażony był w dwa peryskopy: wachtowy i bojowy. Wyposażenie ratownicze stanowiła umieszczona na pokładzie łódź ratunkowa.
Załoga okrętu składała się z trzech oficerów oraz 31 podoficerów i marynarzy.

## Służba

### 1917 rok
SM UB-59 został wcielony do służby w Kaiserliche Marine 25 sierpnia 1917 roku . Dowódcą okrętu został mianowany kpt. mar. (niem. Kapitänleutnant) Erwin Waßner, dowodzący wcześniej UC-3, UB-38 i UC-69 . Po okresie szkolenia U-Boot 5 listopada wszedł w skład Flotylli Flandria (niem. U-Flottille Flandern) .
28 listopada w odległości 28 Mm na południowy zachód od wyspy Belle-Île UB-59 zatopił zbudowany w 1880 roku francuski parowiec „Jeanne Conseil” o pojemności 2309 BRT, płynący z Algieru do Rouen (nikt nie zginął) . Następnego dnia w pobliżu wyspy Groix okręt storpedował zbudowany w 1908 roku francuski parowiec „Texas” o pojemności 6674 BRT, płynący z Nowego Orleanu do Lorient. Uszkodzony statek został sztrandowany, a później podniesiono go i naprawiono . 5 grudnia na południowy wschód od Lizard Point U-Boot uszkodził w ataku torpedowym zbudowany w 1908 roku brytyjski parowiec „City Of Naples” o pojemności 5739 BRT .

### 1918 rok
Na początku 1918 roku niemieckie siły podwodne przeszły reorganizację, w wyniku której Flotylla Flandria została podzielona na dwie części: I Flotyllę Flandria (I. U-Flottille Flandern) i II Flotyllę Flandria (II. U-Flottille Flandern), a UB-59 znalazł się w składzie tej pierwszej . W tym roku w miejsce działa kalibru 8,8 cm zamontowano działo kalibru 10,5 cm Utof C/16 L/45 (zapas pocisków wynosił od 108 do 192).
2 lutego w odległości 4 Mm na południowy wschód od St Alban’s Head U-Boot storpedował bez ostrzeżenia i zatopił zbudowany w 1912 roku uzbrojony brytyjski parowiec „Avanti” (2128 BRT), płynący z ładunkiem rudy żelaza z Bilbao do West Hartlepool (w wyniku ataku na pokładzie zginęły 22 osoby, w tym kapitan)  . Nazajutrz na wschód od latarniowca „Shambles” (La Manche) UB-59 zatopił zbudowany w 1907 roku brytyjski parowiec „Holmtown” o pojemności 598 BRT, płynący pod balastem z Rouen do Penarth Dock (zginęła cała, licząca 15 ludzi załoga statku) .
13 marca w odległości 10 Mm na południowy zachód od St Catherine’s Point okręt podwodny storpedował bez ostrzeżenia i zatopił zbudowany w 1892 roku brytyjski parowiec „Tweed” (1025 BRT), płynący z ładunkiem drobnicy z Newhaven do Cherbourga (w wyniku ataku śmierć poniosło siedmiu członków załogi)  . Następnego dnia w okolicy wyspy Wight U-Boot zatopił zbudowany w 1907 roku francuski parowiec „Venezuela” o pojemności 730 BRT, płynący ze Swansea do Rouen (zginęła cała załoga statku) . 17 marca w odległości 9 Mm na południowy zachód od St Catherine’s Point UB-59 storpedował bez ostrzeżenia i zatopił zbudowany w 1874 roku uzbrojony brytyjski parowiec „South Western” (674 BRT), transportujący drobnicę na trasie Southampton – Saint-Malo (na pokładzie statku zginęły 24 osoby)  . Trzy dni później na południe od wyspy Wight okręt zatopił w ataku torpedowym zbudowany w 1909 roku francuski parowiec „Azemmour” o pojemności 897 BRT, płynący z Londynu do Nantes (na pozycji 50°32′N 1°36′W/50,533333 -1,600000) .
30 września, wobec postępów alianckiej ofensywy we Flandrii, niemieckie dowództwo wydało rozkaz ewakuacji z Zeebrugge i Ostendy wszystkich zdolnych do tego okrętów. 5 października 1918 roku nieopodal Zeebrugge nienadający się do wyjścia w morze SM UB-59 został samozatopiony na pozycji 51°19′N 3°12′E/51,316667 3,200000 .

## Podsumowanie działalności bojowej
W latach 1917–1918 SM UB-59 odbył łącznie pięć patroli bojowych, podczas których zatopił siedem statków o łącznej pojemności 8361 BRT, a dwa statki o łącznej pojemności 12 413 BRT zostały uszkodzone . Na pokładach zatopionych jednostek zginęło co najmniej 68 osób, w tym 24 na brytyjskim parowcu „South Western”  . Pełne zestawienie bojowych osiągnięć okrętu przedstawia poniższa tabela :
| Data              | Nazwa            | Państwo         | Tonaż       | Los jednostki |
| ----------------- | ---------------- | --------------- | ----------- | ------------- |
| 28 listopada 1917 | „Jeanne Conseil” | Francja         | 2309        | zatopiony     |
| 29 listopada 1917 | „Texas”          | Francja         | 6674        | uszkodzony    |
| 5 grudnia 1917    | „City Of Naples” | Wielka Brytania | 5739        | uszkodzony    |
| 2 lutego 1918     | „Avanti”         | Wielka Brytania | 2128        | zatopiony     |
| 3 lutego 1918     | „Holmtown”       | Wielka Brytania | 598         | zatopiony     |
| 13 marca 1918     | „Tweed”          | Wielka Brytania | 1025        | zatopiony     |
| 14 marca 1918     | „Venezuela”      | Francja         | 730         | zatopiony     |
| 17 marca 1918     | „South Western”  | Wielka Brytania | 674         | zatopiony     |
| 20 marca 1918     | „Azemmour”       | Francja         | 897         | zatopiony     |
| RAZEM             | RAZEM            | zatopione:      | zatopione:  | 7             |
| RAZEM             | RAZEM            | uszkodzone:     | uszkodzone: | 2             |